# Hjertedoktoren
Hjertedoktoren er en dansk stumfilm fra 1913 med manuskript af Palle Rosenkrantz. Filmen er baseret på Palle Rosenkrantz' skuespil En Skriftefader fra 1900.

## Handling
Denne artikel mangler et handlingsreferat. Hjælp os med at skrive det.

## Medvirkende
- Valdemar Møller - Grev Sparre til Sparresholm
- Elna Panduro - Isa, grev Sparres kone
- Magna Redøhl - Thusnelda, grevedatter
- Richard Jensen - Holger Sparre, grevens nevø, cand. jur.
- Gudrun Houlberg - Gertrud von Ahrenskjold, Isas niece
- Dagny Tychsen - Grevinde von Ahrenskjold, Gertruds mor
- Emanuel Gregers - Frits Jense, cand. jur.
- Hakon Ahnfelt-Rønne - Skovrider Brink på Sparresholm
- Viggo Lindstrøm - Hans Henrik, tjener
- Hildur Møller - Lise, kammerpige